# Galite-Inseln

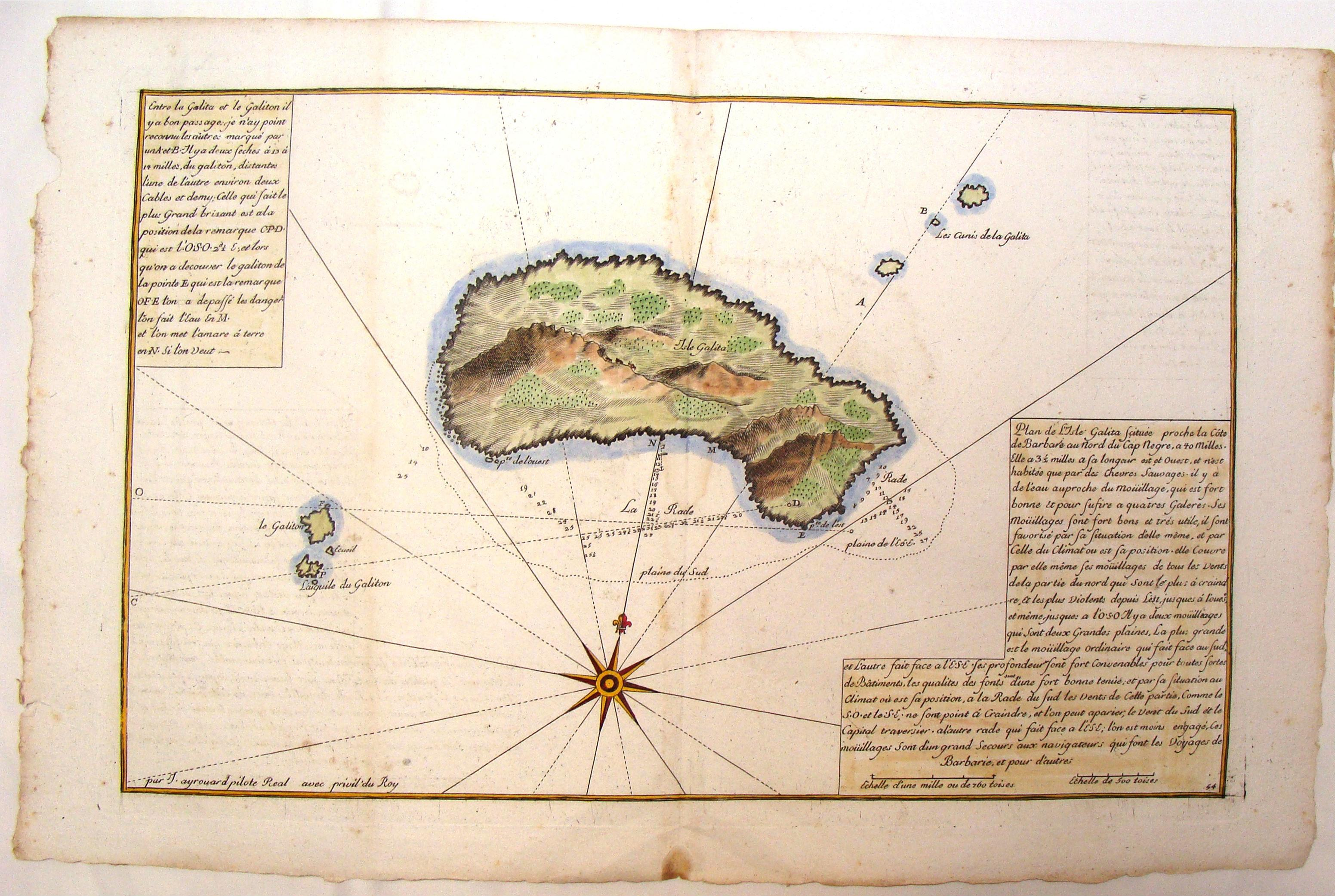
Karte von Jacques Ayrouard (1732)

Die Galite-Inseln (arabisch أرخبيل جالطة Archabil Dschalita, DMG Arḫabīl Ǧāliṭa, französisch La Galite) sind eine felsige tunesische Inselgruppe.

## Geographie
Die Inseln liegen 38 km nordwestlich von Kap Serrat, dem nächstgelegenen Punkt der tunesischen Festlandsküste, von der sie durch den Galite-Kanal getrennt sind, sowie knapp 80 km nordnordöstlich der Stadt Tabarka, und 150 km südlich von Kap Spartivento im Süden von Sardinien. Die Fläche der Gruppe beträgt etwa 8 km², wobei der Großteil auf die Hauptinsel La Galite entfällt.

## Geologie
Die Inseln sind ein Teil des Atlasgebirges. Sie werden von untermiozänen Flysch-Sedimenten (La Galite Flysch, Numidischer Flysch) aufgebaut, die im mittleren bis oberen Miozän (spätes Serravallium bis frühes Tortonium) von Granitoiden Gesteinen intrudiert wurden. Lokal werden diese Gesteine von quartären Ablagerungen überdeckt. Die Inseln sind dementsprechend nicht vulkanisch entstanden.

### Hauptinsel La Galite
Die zentral gelegene Hauptinsel La Galite ist in ost-westlicher Richtung 5,4 km lang und an der breitesten Stelle im Osten knapp 2,9 km breit. Die Hauptinsel weist 200 m hohe Felsklippen auf und ist nur im Süden an der Bucht Escueil de Pasque zugänglich. Sie wird von einigen Fischerfamilien bewohnt. Die Insel erreicht im Bout de Somme (Grand Sommet), auf dem sich ein gelber Aussichtsturm befindet, eine Höhe von 391 m. Piton de l'Est, ein weithin sichtbarer kegelförmiger Gipfel nahe dem südöstlichsten Punkt der Insel, erreicht eine Höhe von 360 m.
Neben der Hauptinsel La Gallite gibt es zwei Gruppen von Nebeninseln bzw. Felsen.

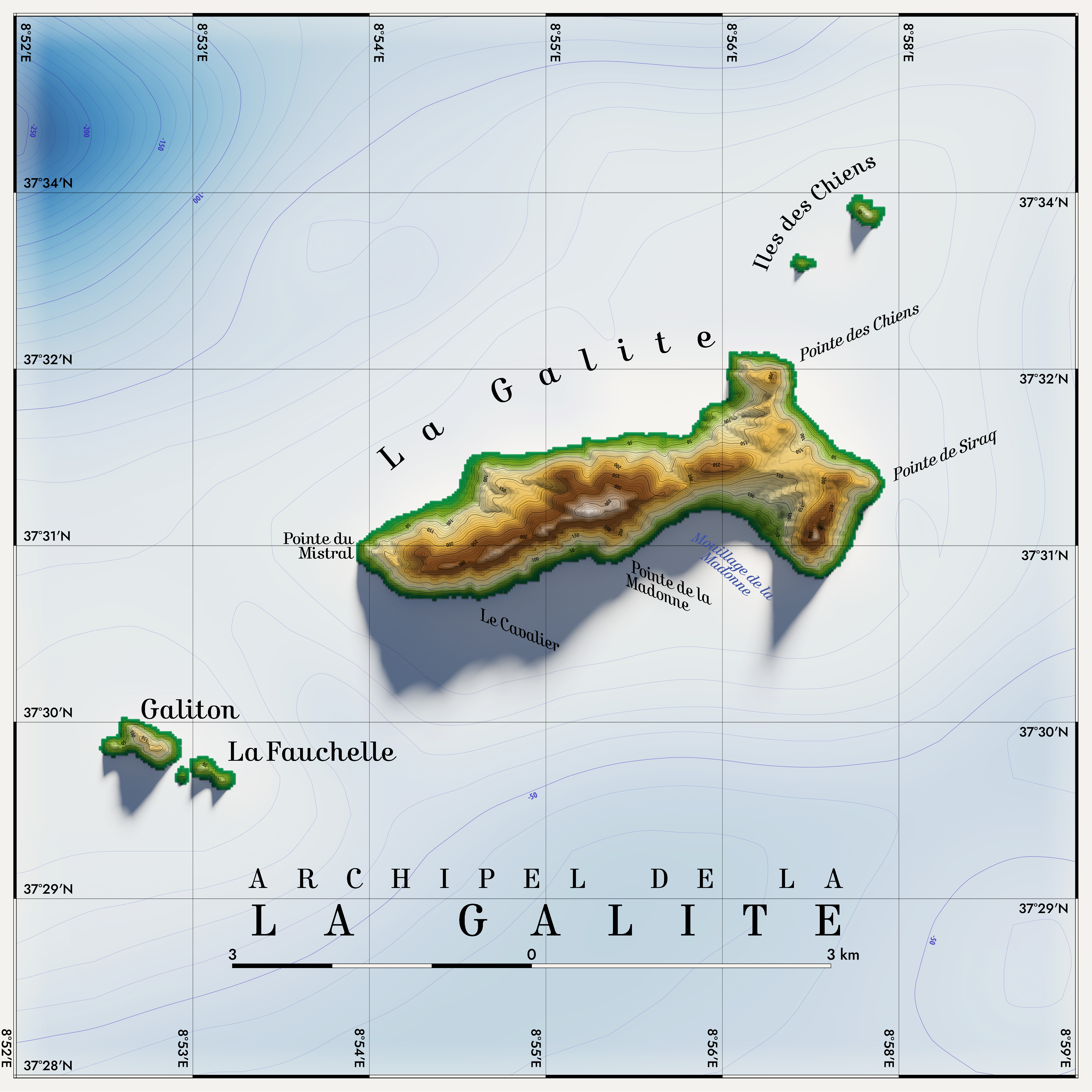
Topographische Karte der Galite-Inseln

### Galitons de l’Ouest
Die Galitons de l’Ouest (West-Galitons) liegen 3 km südwestlich der Hauptinsel. Sie bestehen aus der zweitgrößten und drittgrößten Insel der Galite-Inseln, die 158 m hohe Insel Le Galiton (0,4 km²) sowie die 137 m hohe La Fauchelle, unmittelbar südöstlich von Galiton. Auf dem Gipfel von Le Galiton steht ein 14 m hoher Leuchtturm. Zur Erhaltung der Mittelmeer-Mönchsrobbe wurde Le Galiton im Juli 1980 durch Erlass des Landwirtschaftsministeriums zum Naturschutzgebiet erklärt.

### Galitons de l’Est
Die kleineren Galitons de l’Est (Ost-Galitons, auch Les Chiens („Die Hunde“) genannt), liegen in einer Entfernung von 1 bis 2 km nordöstlich der Hauptinsel. Diese Gruppe besteht aus drei Felsen, von Norden nach Süden Gallo, Pollastro und Gallina. Gallo ist der größte der drei Felsen und erreicht eine Höhe von 119 m. Er stellt die nördlichste Landmasse Tunesiens und Afrikas dar.

## Geschichte
Der tunesische Unabhängigkeitsführer Habib Bourguiba wurde durch die französischen Kolonialbehörden vom 21. Mai 1952 bis 20. Mai 1954 auf La Galite ins Exil verbannt.

## Verwaltung
Die Galite-Inseln bilden einen Sektor (L’Île de La Galite) der Delegation Bizerte-Nord im Gouvernement Bizerte.

## Ein kurzlebiger König, Darco de La Galite
Die Insel La Galite war einst Schauplatz einer einzigartigen Geschichte, die von einer fast unwirklichen Aura umgeben war. Ein kurzlebiger König, Darco de La Galite, entstand in diesem abgelegenen Land, in dem die Umrisse seines Throns eher eine Abstraktion als eine greifbare Realität waren. König Darco, der aus einer kleinen Gemeinschaft von etwa 60 Personen neapolitanischer Herkunft stammte, war ein Fischer und Schmuggler, der über die Inseln des Archipels herrschte und dieser Enklave eine fast unabhängige Stellung verschaffte.
Die Migranten, die sich auf der Insel La Galite niederließen, wählten Darco zusammen mit einigen Ziegen und Eseln zu ihrem Herrscher. Der Escueil de Pasque, eine südliche Küste, die sich gut zum Anlegen eignet, diente als Zufluchtsort für die Inselgemeinschaft, die von dem kurzlebigen König regiert wurde. Darco, dessen Nachkommenschaft sich mit nicht weniger als 62 Nachkommen als äußerst fruchtbar erwies, teilte die Inselbühne mit seinem Rivalen, dem reichen Mazella. Der Legende nach soll Mazella einen Schatz unter einem Baum entdeckt haben, der von obskuren Piraten versteckt worden war.
Die Rivalität zwischen Darco und Mazella, die von Leutnant De Galbert während seiner kartographischen Mission auf dem Archipel verherrlicht wurde, war von Ereignissen wie dem Verzehr von Möweneiern durch die lokale Gemeinschaft geprägt. Im Oktober 1904 wurde eine Reportage über dieses außergewöhnliche Abenteuer veröffentlicht, in der das Königreich von Darco als ein Hirngespinst aus Romantik und Banditentum dargestellt wurde. Die Neapolitaner, die seit ihrer Ankunft um 1890 als die ersten ständigen Bewohner von La Galite angesehen wurden, wurden 1906 mit 174 Einwohnern gezählt, von denen 107 Italiener und der Rest Franzosen waren.